# Pachyopella multicolor
Pachyopella multicolor är en tvåvingeart som först beskrevs av Johnson 1919.  Pachyopella multicolor ingår i släktet Pachyopella och familjen lövflugor.
Artens utbredningsområde är Jamaica. Inga underarter finns listade i Catalogue of Life.